# Do dự
Theo Viện Ngôn ngữ học Việt Nam, do dự là thái độ không dứt khoát làm vì còn nghi ngại.